# أنشوفة بنامية
أنشوفة بنامية (الاسم العلمي: Anchoa panamensis) (بالإنجليزية: Panama anchovy)‏ هي نوع من الأسماك تتبع جنس الأنشوفة من الفصيلة البلمية.